# Cuirassat Vittorio Veneto
El Vittorio Veneto va ser un cuirassat de la Regia Marina italiana pertanyent a la  classe Littorio i representava el millor de la producció naval de guerra italiana de la Segona Guerra Mundial. Encara que es considerava la segona unitat de la classe Littorio, va ser la primera que va entrar en servei, tant que a vegades la classe també s'anomena "classe Vittorio Veneto".

## Construcció i posada en servei
El Vittorio Veneto va ser dissenyat pel general Umberto Pugliese i l'enginyer Francesco Mazzullo. Va ser el primer cuirassat que va superar el límit estàndard de desplaçament de 35.000 tones establert pel Tractat Naval de Washington.
El casc del Vittorio Veneto es va posar el 28 d'octubre de 1934 a les drassanes Cantieri Riuniti dell'Adriatico de Trieste, el mateix lloc on es va construir uns anys més tard el vaixell germà Roma; botat el 25 de juliol de 1937, la seva construcció es va completar el 28 d'abril de 1940 amb els hidroavions IMAM Ro.43 de sèrie, entrant en servei el 2 d'agost, després de l'entrada d'Itàlia a la guerra contra França i el Regne Unit, a la IX Divisió Blindada de la I Esquadró amb base a Tàrent.

## Accions durant la Segona Guerra Mundial
Durant la guerra del Mediterrani, el Vittorio Veneto va participar en 56 missions de guerra, onze de les quals tenien l'objectiu de perseguir vaixells enemics.
El 31 d'agost de 1940, juntament amb el Littorio i la majoria dels I i II Esquadrons Navals, va sortir al mar per atacar la flota britànica dedicada a l'operació Barrets. Tanmateix, la sortida va acabar sense res: les unitats, no havent trobat l'enemic i les condicions meteorològiques empitjorant, van tornar a les bases.
Durant l'atac dels torpeders britànics a Tàrent, el Vittorio Veneto va ser colpejat per un torpede, que va explotar abans de colpejar-la. El 29 de setembre la unitat va participar en l'operació MB 5.
El cuirassat, sota el comandament del capità de navili Giuseppe Salvatore, va haver d'esperar fins a la batalla del Cap Teulada (27 de novembre de 1940) per disparar en combat: en aquella ocasió el Vittorio Veneto era el vaixell insígniaa de l'almirall Inigo Campioni, comandant. de la I Esquadra Naval. En el transcurs de la batalla, el vaixell va disparar 19 cops del 381 amb la torreta de popa, en set salves, a una distància d'entre 29.000 i 32.000 metres, fet que va provocar que un esquadró de set creuers britànics s'allunyés.
El 8 de gener de 1941, a Nàpols, el cuirassat va ser novament atacat per l'aviació britànica, però no va rebre cap impacte; per treure-la del risc de dany, va ser traslladat a La Spezia. Tres dies més tard va sortir a la mar per intentar atacar les unitats britàniques que havien de rescatar el portaavions britànic Illustrious, molt danyat per la força aèria italoalemanya; va ser obligada a tornar al cap d'unes hores, per la impossibilitat de tenir èxit en la missió.
El 8 de febrer, el Vittorio Veneto no va tornar a posar-se en contacte amb les forces britàniques que havien bombardejat Gènova, les quals van sortir il·leses a causa dels retards en les comunicacions i les imprecisions en el reconeixement aeri.
El 26 de març de 1941 el vaixell va sortir de Nàpols com a vaixell insígnia de l'almirall Angelo Iachino, comandant de la força naval que havia d'atacar el trànsit britànic a la Mediterrània oriental, una operació que després va donar lloc a la batalla del cap Matapan.
Durant l'operació, el 28 de març, el Vittorio Veneto va participar en la batalla de Gaudo, durant la qual va intentar atrapar els quatre creuers britànics de la 7a Divisió (adm.  Pridham-Wippell) entre ella i la III divisió de creuers (grup de Trieste), però els seus obusos de 381 mm van fallar, causant només danys lleugers de metralla al creuer lleuger Orion, abans que la formació britànica pogués trencar el contacte a les 11:20 gràcies al primer atac de torpediners en aquesta operació.
A les 15:20, durant una sèrie d'atacs aeris, el cuirassat va ser colpejat per un torpediner britànic prop de l'hèlix exterior esquerra. El vaixell va marxar a popa, agafant unes 4.000 tones d'aigua, i va romandre parat durant sis minuts, després es va poder tornar a posar en funcionament els motors d'estribord, mantenint una velocitat força baixa, entre 16 i 19 nusos. Les altres unitats estaven disposades al voltant del Vittorio Veneto en retirada, i durant un atac aeri al capvespre, el creuer pesant Pola va ser immobilitzat per un altre torpediner: la decisió d'enviar tota la 1a Divisió al seu rescat va provocar el famós desastre del cap Matapan, amb dos creuers –a més del Pola– i dos destructors enfonsats pels cuirassats britànics.
El Vittorio Veneto va sofrir uns quatre mesos de reparacions, tornant al servei a finals de juliol de 1941.
A l'agost va formar part de la formació enviada per contrarestar el pla britànic anomenat Operació Mincemeat, però de nou les unitats van tornar sense haver-se fet contacte.
El 27 de setembre de 1941 va marxar juntament amb el Littorio per atacar el comboi britànic "Halberd", dirigit de Gibraltar a Malta; aquesta sortida també va acabar com l'anterior.
A mitjans de desembre, el Vittorio Veneto, juntament amb el Littorio i el XIII Esquadró de Destructors havien de participar com a escorta indirecta en l'operació M. 41, que preveia l'enviament de tres importants combois de subministrament a Líbia des de Tàrent i Argostoli-Navarino.
El matí del 14 de desembre, cap a les 10, durant el trasllat preliminar de Nàpols a Tàrent, els dos cuirassats van ser atacats pel submarí britànic HMS Urge, a l'aguait fora de l'estret de Messina. El Littorio va poder evitar els torpedes, però el Vittorio Veneto va rebre un impacte al mig del vaixell. Encara que llastrat a l'esquerra, va aconseguir arribar a Tàrent; els cilindres absorbents Pugliese havien absorbit gran part de l'explosió, però el vaixell va romandre en reparació fins a la primavera de 1942. Més tard es va cancel·lar l'operació M. 41, també a causa d'informació errònia sobre les forces de batalla britàniques al mar en aquell moment, que es van considerar. massa fort per oposar-s'hi sol.
El 1942 va ser el primer cuirassat italià equipat amb un sistema de radar, un EC 4 "Gufo".
Finalment, el 14 de juny de 1942, va sortir de Tàrent juntament amb el Littorio, quatre creuers i dotze destructors, per interceptar i destruir el comboi britànic "Vigorous" dirigit d'Alessandria a Malta, com a part de la batalla de mitjans de juny; també en aquesta ocasió l'esquadra naval no va arribar a la formació britànica, que tanmateix, precisament per la presència dels dos cuirassats italians moderns (contra els quals només podria haver desplegat vuit creuers), així com els repetits atacs aeris, es va veure obligat a tornar a la base sense arribar a la destinació.
La batalla de mitjans de juny va ser l'última acció del Vittorio Veneto: els cuirassats italians ja no van sortir al mar, a causa de l'escassetat de combustible i el risc d'atacs aeris i submarins.
Des de principis de 1943 també es van intensificar els atacs aeris al nord d'Itàlia. Durant la nit del 18/19 d'abril, el Littorio va ser lleugerament danyat en un bombardeig aeri a La Spezia, en el qual també va ser enfonsat el destructor Alpino.
En el bombardeig posterior de la base de La Spezia el 5 de juny, el Roma i el Vittorio Veneto van ser danyats, reduint així l'esquadró de batalla a només el Littorio. Mentre que el Vittorio Veneto va poder ser reparat a l'arsenal, tornant a la plantilla completa en poc més d'un mes, el Roma, atacada de nou en un bombardeig la nit del 24 de juny, va haver d'entrar al dic sec de Gènova, tornant a l'esquadra el 13 d'agost.

### Després de l'armistici
Després de l'armistici del 8 de setembre de 1943, el Vittorio Veneto va arribar a Malta. Durant la travessia a Malta, el Roma va ser enfonsat per un avió alemany amb la primera bomba radiocontrolada de la història. Posteriorment el vaixell, juntament amb el seu germà Littorio (anomenat Italia) va ser internat als Llacs Amargs, al Canal de Suez a Egipte, després d'alternar vicissituds diplomàtiques en les quals es proposava permetre-li lluitar al costat dels Aliats al sud de França i o al Pacífic. La proposta no va ser acceptada per consideracions tant polítiques com operatives.
Al final de la Segona Guerra Mundial, va tornar a Itàlia i va ser desballestat, a partir de 1948, a causa de les imposicions del tractat de pau, amb el seu vaixell germà Littorio. Les lletres de llautó que formaven el nom a la popa es conserven al Museu Naval de Venècia; la central de tir està exposada al Museu Tècnic Naval de La Spezia .

## Persones relacionades amb el vaixell
Durant la Segona Guerra Mundial, Vittorio Marulli havia servit al cuirassat com a oficial que, amb el rang de capità de vaixell, va ser el primer comandant del nou creuer, dirigint -ne l'equipament des de 1966; i posteriorment com a almirall d'esquadra hauria estat des del setembre de 1981 fins al gener de 1984 Comandant en Cap de l'Esquadró Naval i del 7 de febrer de 1984 al 15 d'octubre de 1985 Cap d'Estat Major Naval.